# Yuan Mei
Yuan Mei (袁枚, 1716 - 1797) fue un conocido escritor, artista y gastrónomo chino de la dinastía Qing. Dejó su carrera de funcionario para habilitarse un jardín donde llevó una vida hedonista escribiendo poemas y cuentos.

## Biografía

### Juventud
Yuan Mei nació en Qiantang (錢塘, en Hangzhou moderno), provincial de Zhejiang, en una familia con cultura. Consiguió su título de jinshi en 1739, a la temprana edad de 23 años, y fue inscrito inmediatamente en la academia Hanlin (翰林院). Desde ese momento, de 1742 a 1748, Yuan Mei sirvió como magistrado en cuatro diferentes provincias en Jiangsu. Pero en 1748, poco después de ser asignado a la parte administrativa de Nanjing, renunció a su puesto y volvió a su pueblo natal para perseguir sus intereses literarios.
- Datos: Q147220
- Multimedia: Yuan Mei / Q147220